# كفر سنبو
كفر سِنبو إحدى قرى مركز زفتى التابع لمحافظة الغربية بجمهورية مصر العربية.

## التاريخ
كفر قديم قال محمد رمزي أن كان يسمى سابقا السنطة واستدل على هذا الأمر من ذكر سنبمو الكبرى وكفر في كتاب الانتصار لواسطة عقد الأمصار، وفي تاريخ 1224هـ/1813م الذي عدّ قرى مصر بعد المسح الذي قام به محمد علي باشا باسم «سنبو الكبرى والسنيطة». كانت القرية وحدة مستقلة ألغيت في العهد العثماني وضمت إلى سنبو وفصلت عنها باسمها الحالي سنة 1264 هـ.

## السكان
بلغ عدد سكان كفر سنبو 1405 نسمة حسب تقدير عام 2018.
| السنة  | 1882 | 1897 | 1907 | 1927 | 1947 | 1960 | 1976 | 1986 | 1996 | 2006  | 2018 |
| ------ | ---- | ---- | ---- | ---- | ---- | ---- | ---- | ---- | ---- | ----- | ---- |
| القرية | 406  | 522  | 569  | 509  | 392  | 424  | 666  | 841  | 1021 | 1,191 | 1405 |